# ASK Rīga 2007-2008
La stagione 2007-2008 dell'ASK Rīga è stata la seconda consecutiva nella LBL dal proprio cambio di denominazione. La squadra ha chiuso il campionato al 2º posto, perdendo la finale per il titolo contro il Barons.

## Roster 2007-2008
- 0 Rolands Freimanis
- 5 Raitis Grafs
- 7 Marko Antonijevič
- 8 Dwayne Broyles
- 9 Gatis Jahovičs
- 10 Sandis Valters
- 11 Ernests Kalve
- 14 Curtis Millage
- 15 Arnis Vecvagars
- 17 Uģis Viļums
- 24 Sandis Buškevics
- 34 Aerick Sanders
- 42 A.J. Bramlett
- 45 Dairis Bertāns